# Hutteritter
Hutteritter er en protetantisk bevægelse i den anabaptistiske tradition, der opstod i 1500-tallet i Mähren. Bevægelsen blev stiftet af den tyrolske reformator Jakob Hutter (1500-1536). På grund af forfølgelser udvandrede de fleste hutteritter til Østeuropa og senere til Nordamerika, hvor der i dag lever cirka 50.000 hutteriter i kollektive samfund med fælleseje (brødegårde). Ligesom mennonitterne praktiserer hutteritter voksendåb (bekendelsesdåb) og forkaster både ed og militærtjeneste. De fleste hutteritter fastholder det tyske sprog. Den hutteriske dialekt er en højtysk variant af tyrolsk oprindelse. Hutteritter kan til en vis grad sammenlignes med amish. Hutteritterne benytter sig dog af moderne teknologi.

## Galleri
- Hutterisk kor
- Hutterisk børnehave (Klankinderschuel)
- Hutterisk keramik (Hebaner)